# Hessisches Warmblut
Das Hessische Warmblut ist eine bis 2009 gezüchtete Warmblutpferderasse, die seitdem vollständig im Zuchtverband des Hannoveraners aufgegangen ist. Das Hessische Landgestüt Dillenburg stellte den Züchtern Hengste zur Verfügung und trug so zur Entwicklung der Rasse bei.
Hintergrundinformationen zur Pferdebewertung und -zucht finden sich unter: Exterieur, Interieur und Pferdezucht.

## Exterieur
Ähnlich wie der Hannoveraner entspricht das Hessische Warmblut im Idealfall genau dem Bild des typischen deutschen Reitpferdes. Der Rumpf und damit der Körperbau insgesamt sind eher rechteckig als quadratisch. Der Kopf ist gerade. Der lange, gut geformte Hals endet in einem ausgeprägten Widerrist. Der Rücken und die Kruppe sind relativ lang, dabei aber kräftig und stabil, wobei die Kruppe sanft schräg nach hinten abfällt.

## Interieur
Gut entwickelte, schwungvolle Grundgangarten sowie ein gutes Springvermögen machen das Hessische Warmblut zu einem beliebten Dressur- und Springpferd, das sich auch für den Leistungssport eignet. Zu seinen Charaktereigenschaften gehören Sensibilität und Intelligenz. Weiterhin wird ihm ein sehr leistungsbereites, aber dennoch ausgeglichenes Temperament zugeschrieben.

## Zuchtgeschichte
Bis 2005 wurde das hessische Warmblut unter Führung des Verbandes Hessischer Pferdezüchter, der 1972 aus den Pferdezuchtverbänden Kurhessen-Waldeck und Hessen-Nassau hervorgegangen war, gezüchtet. Am 1. Juli 2005 wurde auf der Delegiertenversammlung des Verbandes Hessischer Pferdezüchter beschlossen, sich dem Hannoveraner Verband anzuschließen. In Folge firmiert der ehemalige Hessische Verband unter dem neuen Namen Bezirksverband Hessen im Hannoveraner Verband. Bis zum Geburtsjahr 2009 führte der Hannoveraner Verband noch eine gesonderte Abteilung Zuchtbuch Hessen mit dem bisherigen hessischen Brandzeichen. Seitdem ist die ehemalige hessische Pferdezucht als Bezirksverband vollständig Teil der Zucht des Hannoveraner Pferdes.